# Угольское (деревня, Буйский район)
Угольское — деревня в Буйском районе Костромской области. Входит в состав Центрального сельского поселения.

## География
Находится в западной части Костромской области на расстоянии приблизительно 3 км на северо-запад по прямой от районного центра города Буй на правобережье Костромы.

## История
В 1872 году здесь было учтено 19 дворов, в 1907 году — 33.

## Население
Постоянное население составляло 104 человека (1872 год), 163 (1897), 187 (1907), 43 в 2002 году (русские 100 %), 39 в 2022.